# Manegen
För andra betydelser, se Manegen (olika betydelser).
Manegen är en svensk centrumbildning för cirkus, varieté och gatuperformance.

## Historia
Den ideella föreningen Manegen bildades 2008–2009 som ett branschgemensamt initiativ för förbättrade arbetsvillkor och möjligheter. Grundarna bestod av såväl enskilda utövare som grupper och större aktörer. 2012 erhöll Manegen sitt första reguljära ekonomiska stöd från Statens kulturråd.